# Abdul Quader Molla
Abdul Quader Molla, auch Abdul Quader Mollah bzw. Abdul Kader Molla (bengalisch আব্দুল কাদের মোল্লা Ābdul Kāder Mollā; geboren am 20. Oktober 1948 in Amirabad, Distrikt Faridpur, Ostpakistan; gestorben am 12. Dezember 2013 in Dhaka, Bangladesch) war ein islamistischer Politiker der Bangladesh Jamaat-e-Islami und Journalist. Er wurde vom Internationalen Strafgerichtshof Bangladesch (englisch International Crimes Tribunal of Bangladesh, ICT) aufgrund von Taten während des Bangladesch-Krieges als Kriegsverbrecher angeklagt, zum Tode verurteilt und gehängt.

## Biografie

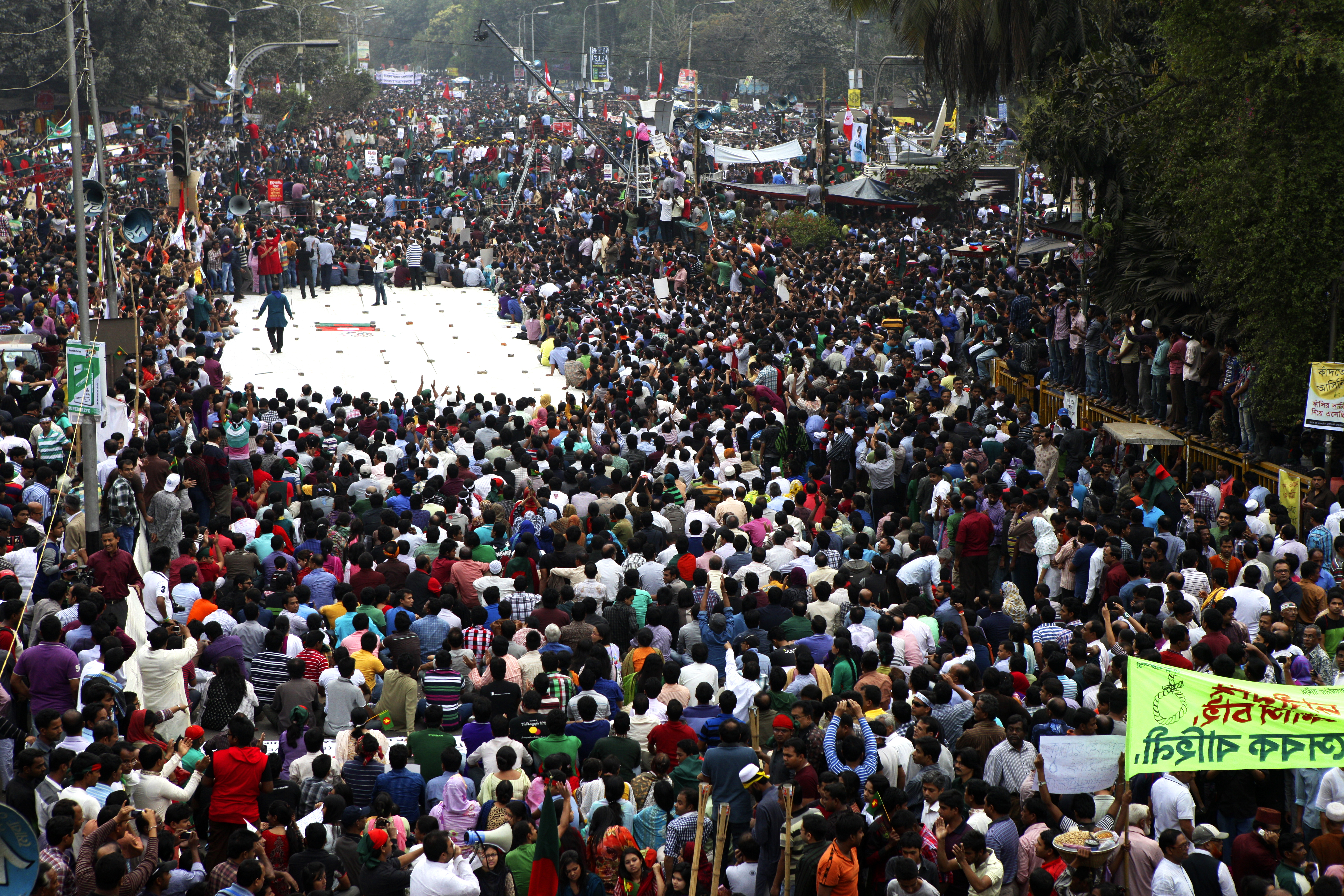
Bei Protesten in Dhaka-Shahbag im Februar 2013 wurde die Todesstrafe für Abdul Quader Molla gefordert.

Abdul Quader Molla wurde 1948 im Dorf Amirabad geboren, wo er die Schule besuchte. Als Mittelschüler schloss er sich dem Studentenbund von Jamaat-e-Islami an. Er wurde Mittelschullehrer und war 1982–1983 Vizepräsident des Journalistenverbandes Dhaka.
1971 wandten sich führende Mitglieder von Jamaat-e-Islami gegen die Unabhängigkeitsbewegung in Ostpakistan, da ihrer Meinung nach die Abspaltung dieses Staates von Pakistan gegen islamische Grundsätze verstoße. Während des Bangladesch-Krieges, in dessen Verlauf Bangladesch schließlich mit indischer Hilfe unabhängig wurde, war Molla Mitglied der Miliz Al-Badr. Beim Prozess vor dem ICT am 5. Februar 2013 wurde er beschuldigt, im Kriegsverlauf 344 Zivilisten getötet und weitere Verbrechen begangen zu haben. Er wurde der Verbrechen gegen die Menschlichkeit und Kriegsverbrechen angeklagt, in fünf von sechs Punkten für schuldig befunden und zu einer lebenslangen Freiheitsstrafe verurteilt. Unmittelbar nach der Urteilsverkündung kam es in Shahbag, einem belebten Quartier der Hauptstadt Dhaka, zu tagelangen Protesten, an denen Zehntausende von Personen teilnahmen und die Hinrichtung Mollas forderten, der inzwischen den Beinamen Schlächter von Mirpur erhalten hatte. Mirpur ist ein Stadtteil (Thana) von Dhaka. Am 17. September 2013 wurde der Prozess vor dem Obersten Gericht Bangladeschs (Supreme Court of Bangladesh) wiederaufgenommen. Molla wurde zum Tode verurteilt und trotz Protesten von Human Rights Watch und der UNO am 12. Dezember 2013 im Zentralgefängnis von Dhaka gehängt. Er war die erste Person, die aufgrund im Bangladesch-Krieg begangener Verbrechen hingerichtet wurde.
Während der Wahlen für das Parlament Bangladeschs von 1986 und 1996 hatte Molla erfolglos für einen Sitz als Vertreter des Distrikts Faridpur kandidiert. Um 2010 wurde er stellvertretender Generalsekretär der islamistischen Partei Bangladesh Jamaat-e-Islami.
In internationalen Medien wurde die Hinrichtung Mollahs, abgesehen von kurzen Agenturmeldungen, kaum erwähnt. Die Regierung von Katar sprach sich dagegen aus, und der pakistanische Innenminister Chaudhry Nisar Ali Khan bezeichnete das Verfahren als „Justizmord“. Der Islamic Circle of North America, der zum Völkermord an mehreren Millionen Einwohnern Ostpakistans geschwiegen hatte, schrieb: „Dies ist ein politischer Mord und ein schwarzer Tag für die Gerechtigkeit“.